# Sylvia Anie
Sylvia Josephine Anie FRSC là một nhà hóa học người Ghana được biết đến với công việc nghiên cứu của cô trong lĩnh vực hình ảnh cộng hưởng từ và hoạch định chính sách quốc tế.

## Giáo dục
Anie đã từng tốt nghiệp trường trung học nữ sinh Aburi. Cô đã hoàn thành luận án tiến sĩ năm 1990 tại Đại học Manchester của Anh.

## Nghề nghiệp
Nghiên cứu tiến sĩ của Anie có nội dung phát triển một phương pháp chụp ảnh cộng hưởng từ (MRI)  sau đó đã được cấp bằng sáng chế . Bằng cách sử dụng một chất tương phản polysiloxane, Anie thu được hình ảnh về cấu trúc và chức năng của đường tiêu hóa trong một sinh vật sống. Phương pháp này cho phép thực hiện phân tích MRI trong ruột mà không có tác dụng phụ của các chất tương phản dựa trên kim loại.
Sau khi nhận bằng tiến sĩ, Anie đã rời khỏi phòng thí nghiệm để làm việc trong lĩnh vực hoạch định chính sách quốc tế và hoạch định chiến lược. Trong khi đang làm Giám đốc Ban Chương trình Chuyển đổi Xã hội cho Ban Thư ký Khối thịnh vượng chung, bà đã có lần đề cập đến Đại hội đồng Liên Hợp Quốc trong một tuyên bố về điều trị và phòng chống HIV/AIDS tại Khối thịnh vượng chung.
Anie hiện là Trưởng ban Vận động Chính sách cho RESULTS , một tổ chức chuyên hoạt động để xóa đói giảm nghèo trên toàn cầu.